# Kevin Fiala
Kevin Fiala (San Galo, Suiza, 22 de julio de 1996), apodado Fifi, es un jugador profesional suizo de hockey sobre hielo que se desempeña en la posición de extremo izquierdo en Los Angeles Kings, equipo de la National Hockey League (NHL).

## Carrera
Fue seleccionado en la primera ronda en la NHL Entry Draft de 2014. Hizo su debut profesional con el equipo Nashville Predators, en el cual jugó cinco temporadas (2014-2018), después pasó a Minnesota Wild (2018-2022), luego a Los Angeles Kings, donde lleva jugando dos temporadas.